# FC Avenir Beggen
FC Avenir Beggen er en fodboldklub hjemmehørende i den luxembourgske forstad Beggen.
Klubben startede i 1915 under navnet FC Darren Beggen, men allerede et år efter skiftede den til det nuværende.
Under anden verdenskrig var den dog omdøbt til SV 1915 Beggen.
Klubben spillede i perioden 1966-2006 uafbrudt i den bedste liga, men har de senere sæsoner rykket en liga ned to gange.

## Titler
- Luxembourgske mesterskaber (6): 1969, 1982, 1984, 1986, 1993 og 1994
- Luxembourgske pokalturnering (7): 1983, 1984, 1987, 1992, 1993, 1994 og 2002

## Europæisk deltagelse
| Sæson   | Runde     | Modstander   | Hjemme | Ude | Kommentar |
| ------- | --------- | ------------ | ------ | --- | --------- |
| 1969-70 | 1. runde  | AC Milan     | 0-3    | 0-5 | -         |
| 1982-83 | 1. runde  | Rapid Wien   | 0-5    | 0-8 | -         |
| 1984-85 | 1. runde  | IFK Göteborg | 0-8    | 0-9 | -         |
| 1986-87 | 1. runde  | Austria Wien | 0-3    | 0-3 | -         |
| 1993-94 | Kvalifik. | Rosenborg BK | 0-2    | 0-1 | -         |
| 1994-95 | Kvalifik. | Galatasaray  | 1-5    | 0-4 | -         |

| Sæson   | Runde     | Modstander           | Hjemme | Ude | Kommentar               |
| ------- | --------- | -------------------- | ------ | --- | ----------------------- |
| 1974-75 | 1. runde  | Enosis Paralimni     | -      | -   | Cyprioterne trak sig ud |
| 1974-75 | 2. runde  | Røde Stjerne Beograd | 1-6    | 1-5 | -                       |
| 1984-85 | 1. runde  | Servette FC          | 1-5    | 0-4 | -                       |
| 1987-88 | 1. runde  | Hamburger SV         | 0-5    | 0-3 | -                       |
| 1988-89 | 1. runde  | KV Mechelen          | 1-3    | 0-5 | -                       |
| 1992-93 | Kvalifik. | B36 Thorshavn        | 1-0    | 1-1 | -                       |
| 1992-93 | 1. runde  | Spartak Moskva       | 1-5    | 0-0 | -                       |

| Sæson   | Runde     | Modstander          | Hjemme | Ude | Kommentar                           |
| ------- | --------- | ------------------- | ------ | --- | ----------------------------------- |
| 1975-76 | 1. runde  | FC Porto            | 0-3    | 0-7 | -                                   |
| 1985-86 | 1. runde  | PSV Eindhoven       | 0-2    | 0-4 | -                                   |
| 1990-91 | 1. runde  | FK Inter Bratislava | 2-1    | 0-5 | -                                   |
| 1995-96 | Kvalifik. | Örebro SK           | 3-0    | 0-0 | Örebro benyttede en ulovlig spiller |
| 1995-96 | 1. runde  | RC Lens             | 0-7    | 0-6 | -                                   |
| 2002-03 | Kvalifik. | Ipswich Town        | 0-1    | 1-8 | -                                   |

| Fodbold | Spire Denne artikel om en fodboldklub er en spire som bør udbygges. Du er velkommen til at hjælpe Wikipedia ved at udvide den. |

49°38′47″N 06°08′07″Ø / 49.64639°N 6.13528°Ø